# Munição Leve de Ataque Selecionável
A Munição Leve de Ataque Selecionável (do inglês: Selectable Lightweight Attack Munition), é uma pequena mina multifuncional produzida pela ATK Precision Fuze Company, localizada nos Estados Unidos (EUA) em Janesville, Wisconsin (1992-2002). Seu nome é conhecido pelo acrônimo S.L.A.M (inglês) ou M.L.A.S (português). Ela possui um sensor infravermelho passivo, e um sensor de influência magnética que permite que ela seja usada como uma munição de demolição, ou como mina fora de rota, ou como mina para ataques de grande vastidão em diversos tipos de cavidades.

## Resumo
A M.L.A.S é compacta e pesa cerca de 1 kg a 2,2 kg, desta forma, pode ser facilmente transportada por qualquer pessoa. A M.L.A.S é destinada para o uso contra VBTP, aeronaves estacionadas, veículos com rodas ou com esteiras, objetos imóveis (tais como transformadores elétricos), pequenos tanques de armazenamento de combustível, e instalações de armazenamento de munição. Quando a mina é acionada, o efeito Munroe gera um explosivo penetrante formado por cobre (EFP no inglês e EPF no português), que podem penetrar 40 milímetros de armadura a uma distância de oito metros.
A M.L.A.S tem um recurso antimanipulação que somente ativa os modos de ataque de fundo e lateral. A M.L.A.S irá detonar quando for feita uma tentativa de mudança de posição da chave seletora, depois de armada.
A M.L.A.S foi produzida em três versões:
- M2 - Verde sólido, sem rótulos, que silenciosamente autoneutraliza no final do seu período ativo (4, 10 ou em 24 horas)
- M3 - Só pode ser usada para detonar através de um comando.
- M4 - Verde com aspecto pintado de preto ogiva, que se auto destrói no final do seu período ativo (4, 10 ou em 24 horas)

A versão M4 é normalmente utilizada pelas unidades designadas como ligeiras, aerotransportadas, ataque aéreo, ataques de resposta e implementação rápida.

## Modos de operação
A M.L.A.S possui quatro modos possíveis de detonação — ataque de fundo, lateral, por tempo cronometrado ou por um comando de detonação.

### Ataque de fundo
A M.L.A.S tem um sensor de influência magnética, que permite que ela seja usada como uma munição para ataque de grande amplidão em cavidades de veículos. Ela pode ser escondida ao longo de trilhas e estradas onde os veículos alvos operam e pode ser camuflada com folhas secas, grama, e assim por diante sem afetar o desempenho EPF. Cascalhos, lama, água e outros detritos que possam encher o buraco do EPF, sofre um impacto mínimo sobre a formação e sua eficácia, embora os destroços não se estende além da profundidade do buraco do EPF. O sensor magnético é projetado para detonar quando se detecta uma sobrecarga de passagem de veículos. Para que o EPF se forme corretamente, ele precisa de um mínimo de 13 centímetros, do ponto de colocação até o ponto alvo. O modo do ataque de fundo é ativo quando o seletor está definido para 4, 10 ou 24 horas e o sensor infravermelho passivo (do inglês: passive infrared sensor, com o acrônimo: PIRS) cobre o gatilho que está no local.

### Ataque lateral
A M.L.A.S é equipada com um sensor infravermelho passivo (PIRS), que foi desenvolvido especificamente para o modo de ataque lateral. O PIRS detecta caminhões e veículos ligeiramente blindados ao detectar mudança de temperatura no fundo do veículo que passa na frente do orifício do PIRS. O PIRS é direcional e alinhado com o EPF quando o dispositivo está destinado. O modo do ataque lateral é ativo quando o seletor da M.L.A.S está definido para 4, 10 ou 24 horas — e a tampa do PIRS é removida para expor este. O PIRS também é sensível o suficiente para ser acionado por pessoas, deste modo também pode ser usado como uma munição de dissuasão ou antipessoal.

### Ataque por tempo cronometrado
A M.L.A.S possui um temporizador embutido que provoca a detonação no final do tempo selecionado. O modo do ataque por tempo cronometrado é ativo quando o seletor da M.L.A.S está definido para 15, 30, 45 ou 60 minutos. Neste modo, o sensor magnético e o PIRS ficam inoperantes, e a M.L.A.S detona após o tempo selecionado.

### Ataque por comando de detonação
Este modo oferece uma iniciação manual usando detonadores militares padrões e um adaptador de escorva.

## Especificações
- Comprimento: 127 mm
- Largura: 89 mm
- Profundidade: 55 mm
- Conteúdo explosivo: 0,28 kg a 0,60 kg de LX-14
- Peso: 1 kg a 2,2 kg